# اتحاد الوطن والعمل
اتحاد الوطن والعمل (بالفرنسية: Union pour la Patrie et le travail)‏ هو حزب سياسي يساري في بنين. رئيسه هو مارتن دوهو أزونهيو، الذي كان أحد الأيديولوجيين البارزين لحكومة ماثيو كيريكو الاشتراكية في الثمانينيات. دعم الحزب الرئيس السابق كيريكو.
جنبا إلى جنب مع خمسة أحزاب أخرى، شكل الحزب ائتلافا يسمى القوى العاملة للتغيير في فبراير 2009؛ كان هذا التحالف يهدف إلى دعم الرئيس يايي بوني.